# Коломацький район
Коло́мацький райо́н — колишній район у північно-західній частині Харківської області з адміністративним центром у смт Коломак, який розташований на однойменій річці Коломак (приток річки Ворскли) на відстані 83 кілометрів від обласного центру міста Харкова. Район утворено у 1923 році. Населення становить 7063 особи (2016).

## Географія
Територія Коломацького району дорівнює 330 квадратних кілометрів (1,05 % території Харківської області).
На півночі район межує з Краснокутським, на сході — з Валківським районами Харківської області, на південному заході — з Чутівським районом Полтавської області.
Район розташований в лісостеповій зоні, де ліси складають 17 % загальній площі.
Річки та водойми в районі займають площу 276 га. Найбільша річка, яка протікає територією району є річка Коломак.

## Історія

### Від давнини доXX століття
Територія сучасного Коломака та його околиць була заселена в середині першого тисячоліття до нашої ери скіфськими племенами, про що свідчать городище в урочищі Лозовий Яр та група курганів.
Вперше Коломацьке городище згадується у літопису за 1571 рік. Назву свою воно одержало від річки Коломак, на березі якої осіли перші поселенці. Найбільш імовірно, що назву річці дали ще половці, що населяли ці місця в IX—XII століттях (по-тюркськи «коломак» — розгалужена, заболочена річка).
Час заснування нинішнього Коломака точно не встановлене, хоча й відносять його до 1668 року. На початку другої половини XVII століття переселенці з Правобережної України заснували тут острог. Його жителі несли строкову службу на оборонній лінії по річках Сіверському Донцю і Коломаку.
У 1680 році Коломак — сотенне містечко Охтирського полку, а згодом стає слободою Харківського полку. Коломак не раз зазнавав спустошень від татарських нападів. Після набігу в 1680 році коломацький сотник І. Михайлов звернувся до царського намісника боярина Петра Шереметьєва з проханням дозволити прийняти з-за Дніпра нових жителів з наданням їм пільг. Такий дозвіл було одержано.
Наприкінці XVII століття Коломак був укріплений кріпосним валом і бастіонами. Населення тоді не перевищувало 200 осіб.
25 липня 1687 року в Коломаку відбулася Козацька рада, на якій гетьманом України було обрано Івана Мазепу. Того ж часу учасники ради прийняли так звані «Коломацькі статті» — договірні умови між козацькою старшиною й царським урядом, що складалися із 22 пунктів. Договір був спрямований на обмеження влади гетьмана і посилення влади російського царизму на Лівобережній Україні. Обмежуючи політичні права козацької старшини, царський уряд водночас й допомагав зміцнювати і юридично оформляти її панівне класове становище як феодалів. З цього часу посилюється процес закріпачення козаків і місцевих селян козацькою старшиною.
Під час Великої Північної війни, після поразки під Городним, у лютому 1709 року шведи спалили Коломак. Ще не встигли жителі Коломака відбудувати слободу, як у 1711 році на неї вчинили напад татари. Вона знову зазнала руйнувань, багатьох жителів татари взяли в полон.
Після ліквідації слобідських козацьких полків Коломак входив до складу Слобідсько-Української губернії (1765—1780), до Харківського намісництва (1780—1796), з 1797 року — до Слобідсько — Української, а з 1835 року — до Харківської губернії.
Основним заняттям населення Коломака були хліборобство, садівництво та городництво. Розвивались і ремесла: ковальське, слюсарне, теслярська справа. Місцеві жителі виробляли також полотна і сукна, в'язали панчохи і рукавички. Чимале місце в економіці слободи посідали винокуріння і чумацький промисел. Чумаки возили в міста Харківської губернії рибу з Дону і Азова. Наприкінці XVIII століття в самому Коломаку щороку відбувалося два, а згодом — п'ять ярмарків.
У 1773 році в слободі проживало 3546 осіб, з них козаків і селян — 3385.
Вигідне географічне положення Коломака, наявність шляхів сполучення, близькість великого промислового і культурного центру — міста Харкова — сприяло його розвитку. Село стало волосним центром. У 1864 році в Коломаку налічувалося 4248 жителів. У ньому були: цегельня, кілька крамниць, шинків і заїжджих дворів, поштова і етапна станція. У 1887 року тут відкрито недільну школу.

### XX століття
У 1901 році капіталіст Молдавський купив землі біля Коломака і збудував на околиці Новоіванівський цукрозавод. У зв'язку з цим значну частину землі, що раніше здавалася в оренду, селяни тепер використовували під посів цукрових буряків. У капіталістичних економіях працювали не тільки чоловіки та жінки, але й діти. За важку працю дорослий робітник отримував 50 копійок, підліток — 25 копійок.
У 1902 році хвиля селянських виступів прокотилась по Харківській і Полтавській губерніях. Найбільшої сили ці заворушення досягли у Валківському повіті.
Неврожай 1901 року призвів до того, що селяни не мали на весну 1902 року посівного матеріалу. Місцеві органи влади склали списки тих, хто потребує насіння, але минулі всі строки сівби, а жителі так і не одержали допомоги. Один із учасників революційних подій селянин Коломацької волості К. Сидоренко на допиті 15 травня 1902 року розповідав:
|  | Минулого року був неврожай, селяни ще з осені продали худобу за безцінь, бо не було кормів. Наділ землі з садибою становив 2,25 десятини, багато було зовсім безземельних. В економії не всім дають землю, тільки тим, хто їм догоджає. |

1 квітня 1902 року вдосвіта жителі Коломака, сусідніх сіл і хуторів організовано пішли до садиби й цукрового заводу купця Молдавського, забрали і поділили між собою весь цукор, майно, волів, коней та дрібну худобу. За визначенням адміністрації заводу, збитки становили 200 тисяч карбованців. Того ж ранку повсталі розгромили економію Сухомлинової на Високопустянському хуторі Коломацької волості. Більшовицька газета «Искра» присвятила виступам селян у 1902 році кілька статей, в одній з яких згадується про розгром цукрового заводу Молдавського. Особливу увагу «Искра» звертала на те, як люто були покарані учасники селянського руху.
Ще більшого розмаху набрала боротьба коломацьких селян у 1905—1907 роках. Під час революційних подій 1905 року робітники цукрового заводу проводили збори, мітинги і добилися того, що власник змушений був скоротити робочий день до 10 годин. А у відповідь на наказ управителя економії Молдавського зорати луки, де жителі здавна пасли худобу, селяни Г. Чешко і Д. Тимченко вбили слугу.

#### Українська революція
В 1917 році територія сучасного району входить до складу Української Народної Республіки, що 22 січня 1918 року стала незалежною державою.
У січні 1918 року в Коломаці було проголошено Радянську владу.
Навесні 1918 року українські і німецькі війська відновлюють владу Центральної Ради в Коломаці.
Унаслідок Гетьманського перевороту наприкінці квітня 1918 року територія сучасного району входить до складу Української Держави Павла Скоропадського.
Антигетьманське повстання 1918 року, що виникає внаслідок невдоволення широких верств населення політикою Скоропадського, спрямованою на зближення із білою Росією, відновлює Українську Народну Республіку.
В січні 1919 року в Коломак знову входять частини Червоної армії, витіснивши звідти українські війська.
Влітку 1919 року до Коломака підходять білогвардійські полки генерала Денікіна. В ході запеклих боїв село кілька разів переходило з рук в руки. Денікінці протрималися тут недовго. На початку грудня 1919 року, не витримавши навального наступу Червоної армії, денікінці залишили село. 12 грудня 1919 року тут знову було встановлено окупаційну більшовицьку владу, цього разу надовго.

#### Радянські часи
У 1920 році в Коломаці організовано перший радгосп на землях, що раніше належали поміщикові Молдавському, а в 1922 році біднота заснувала першу сільськогосподарську артіль «Нива».
У червні 1923 року за новим адміністративним поділом був утворений Коломацький район, а Коломак став районним центром.

#### Німецька окупація
16 жовтня 1941 року Коломак був окупований гітлерівцями.
Для боротьби проти німців у районі був організований радянський партизанський загін. Група цього загону, до якої входив і колишній голова Коломацької сільради А. Чорнобай, висадила в повітря полтавський міст і спалила хліб, щоб той не дістався ворогу. Німцям вдалося схопити А. Чорнобая і деяких інших партизанів. 30 жовтня 1941 року їх було страчено. Решта партизанів перейшла лінію фронту і влилася до лав Червоної Армії. Активну боротьбу проти німців вела й молодь. Місцеві жителі збирали для командування штабу 31-ї Армії відомості про пересування ворожих військових частин і бойової техніки. Особливо відзначилася при цьому телефоністка селища А. Чичибаба.

#### Після Другої світової війни
У середині вересня 1943 року район був визволений від німецьких військ.
У другій половині XX століття в Коломацькому районі інтенсивно відроджувалось сільськогосподарське виробництво. 
У 1959 році у зв'язку з укрупненням районів Коломацький було розформовано та приєднано до сусідніх Краснокутського і Валківського районів Харківської області.

#### Незалежна Україна
На початку 1990-х років була створена ініціативна група, члени якої поставили за мету відродити район і минулу славу Коломака. 4 травня 1993 року Коломацький район утворено в нових межах.

## Адміністративно-територіальний поділ
В адміністративно-територіальному відношенні Коломацький район поділений на 1 селищну раду та 4 сільські ради, які об'єднують 34 населені пункти та підпорядковані Коломацькій районній раді.

### Місцеві ради Коломацького району
| Рада                         | Населення | Дата утворення | Селищ міського типу | Селищ сільського типу | Сіл |
| Коломацька селищна рада      | 4 057     | 1959           | 1                   | -                     | 1   |
| Покровська сільська рада     | 574       | 1920           | -                   | -                     | 4   |
| Різуненківська сільська рада | 1 415     | 1920           | -                   | -                     | 10  |
| Шелестівська сільська рада   | 2 331     | 1920           | -                   | -                     | 8   |
| Шляхівська сільська рада     | 661       | 1921           | -                   | -                     | 10  |
| ---------------------------- | --------- | -------------- | ------------------- | --------------------- | --- |

## Політика
25 травня 2014 року відбулися Президентські вибори України. У межах Коломацького району було створено 10 виборчих дільниць. Явка на виборах складала 52,98 %. Проголосували 3230 із 6097 виборців. Найбільшу кількість голосів отримали:
- Петро Порошенко — 45,91 % (1483 виборці)
- Михайло Добкін — 14,15 % (457 виборців)
- Юлія Тимошенко — 10,68 % (345 виборців)
- Олег Ляшко — 8,73 % (282 виборці)
- Анатолій Гриценко — 6,32 % (204 виборці)
- Сергій Тігіпко — 4,52 % (146 виборців)

Решта кандидатів набрали меншу кількість голосів. Кількість недійсних або зіпсованих бюлетенів — 1,05 %.

## Економіка
Сільське господарство відіграє провідну роль в економіці Коломацького району. У районі діє 11 сільськогосподарських підприємств різної форми власності і 18 фермерських господарств. Розподіл земель у районі:
- орні землі — 22 тис. га;
- пасовища — 1,8 тис. га;
- сінокоси — 1,1 тис. га;
- ліси — 4,9 тис. га;
- лісопосадки — 0,3 тис. га.

Промисловість в районі представлена підприємствами: ВАТ «Новоіванівський цукровий завод» і ЗАТ «Коломацьке ХПП».

## Транспорт
Районом проходить автошлях E40М03.

## Населення
Розподіл населення за віком та статтю (2001):
| Стать | Всього | До 15 років | 15-24 | 25-44 | 45-64 | 65-85 | Понад 85 |
| --- | ------ | ----------- | ----- | ----- | ----- | ----- | -------- |
| Чоловіки | 4047   | 719         | 482   | 1155  | 1058  | 603   | 30       |
| Жінки | 4990   | 694         | 497   | 1075  | 1253  | 1295  | 176      |
| \| Статево-вікова піраміда \| Статево-вікова піраміда \| Статево-вікова піраміда \| \| ----------------------- \| ----------------------- \| ----------------------- \| \| Чоловіки \| Вік \| Жінки \| \| 30 \| 85 + \| 176 \| \| 54 \| 80-84 \| 201 \| \| 137 \| 75-79 \| 388 \| \| 234 \| 70-74 \| 436 \| \| 178 \| 65-69 \| 270 \| \| 357 \| 60-64 \| 454 \| \| 166 \| 55-59 \| 243 \| \| 278 \| 50-54 \| 281 \| \| 257 \| 45-49 \| 275 \| \| 312 \| 40-44 \| 291 \| \| 281 \| 35-39 \| 262 \| \| 261 \| 30-34 \| 246 \| \| 301 \| 25-29 \| 276 \| \| 248 \| 20-24 \| 250 \| \| 234 \| 15-20 \| 247 \| \| 304 \| 10-14 \| 258 \| \| 240 \| 5-9 \| 248 \| \| 175 \| 0-4 \| 188 \| |        |             |       |       |       |       |          |
| Статево-вікова піраміда |        |             |       |       |       |       |          |
| Чоловіки | Вік    | Жінки       |       |       |       |       |          |
| 30 | 85 +   | 176         |       |       |       |       |          |
| 54 | 80-84  | 201         |       |       |       |       |          |
| 137 | 75-79  | 388         |       |       |       |       |          |
| 234 | 70-74  | 436         |       |       |       |       |          |
| 178 | 65-69  | 270         |       |       |       |       |          |
| 357 | 60-64  | 454         |       |       |       |       |          |
| 166 | 55-59  | 243         |       |       |       |       |          |
| 278 | 50-54  | 281         |       |       |       |       |          |
| 257 | 45-49  | 275         |       |       |       |       |          |
| 312 | 40-44  | 291         |       |       |       |       |          |
| 281 | 35-39  | 262         |       |       |       |       |          |
| 261 | 30-34  | 246         |       |       |       |       |          |
| 301 | 25-29  | 276         |       |       |       |       |          |
| 248 | 20-24  | 250         |       |       |       |       |          |
| 234 | 15-20  | 247         |       |       |       |       |          |
| 304 | 10-14  | 258         |       |       |       |       |          |
| 240 | 5-9    | 248         |       |       |       |       |          |
| 175 | 0-4    | 188         |       |       |       |       |          |

## Соціальна сфера
У Коломацькому районі також є:
- 4 загальноосвітні школи, в яких навчається 1087 учнів,
- 6 дошкільних установ, де виховується 173 дитини,
- Будинок дитячої та юнацької творчості,
- Районний будинок культури,
- 8 сільських клубів,
- 7 сільських бібліотек—філій,
- хоровий колектив,
- 2 вокально-інструментальні гурти.

Районні заклади охорони здоров'я включають:
- центральну районну лікарню з поліклінікою,
- 3 амбулаторії сімейної медицини,
- 5 фельдшерсько-акушерських пунктів.

У Коломаку видається районна газета «Коломацький край».
У 2003 році жителі Коломацького району відзначили його 10-річчя і 60-ту річницю визволення від німецько-фашистських військ.

## Пам'ятки
- Пам'ятки археології Коломацького району
- Пам'ятки історії Коломацького району